# Украинско-уругвайские отношения
Украинско-уругвайские отношения — двусторонние дипломатические отношения между Украиной и Уругваем. Отношения были установлены 18 мая 1992 года.

## История отношений
Украинская иммиграция в Уругвай началась в начале 20-го века, когда отдельные лица прибыли из Волыни, Полесья, Буковины и восточной Галиции, включая Закарпатскую область. Хотя большинство поселилось в основном в Монтевидео, небольшое количество было частью в основном этнического русского контингента, который основал город Сан-Хавьер.
Уругвай признал независимость Украины после распада СССР 23 декабря 1991 года. А официальные дипломатические отношения между странами были установлены 18 мая 1992 года.
В феврале 2022 года в контексте российско-украинского кризиса правительство Уругвая выразило обеспокоенность по поводу признания Россией сепаратистских регионов Донецка и Луганска и поддержало резолюцию 2202 Совета Безопасности ООН по исполнению Минских соглашений, стремясь к «мирному и долгосрочному урегулированию конфликта». После российского вторжения в конце февраля правительство Уругвая заняло позицию в пользу Украины, заявив, что принципы Устава Организации Объединённых Наций были «грубо нарушены».
На протяжении всей войны Уругвай занимал позицию в пользу территориального суверенитета Украины при голосовании в резолюциях Генеральной Ассамблеи ООН. В июле 2022 года президент Уругвая Луис Альберто Лакалье Поу и президент Украины Владимир Зеленский провели телефонный разговор, а в декабре 2023 года состоялась их двусторонняя встреча.
В феврале 2025 года было объявлено, что Украина планирует открыть посольство в Уругвае.

## Дипломатические миссии
- У Украины есть аккредитованное посольство в Буэнос-Айресе[11], Аргентина, а также консульство в Монтевидео[12]
- У Уругвая есть аккредитованное посольство в Бухаресте[13], Румыния